# Emmanuel (cantante mexicano)
Jesús Emmanuel Arturo Acha Martínez (Ciudad de México, 16 de abril de 1955), conocido simplemente como Emmanuel, es un cantautor, empresario, compositor, músico y torero mexicano. Entre sus canciones más populares se encuentran Es mi mujer, Toda la vida, Todo se derrumbó dentro de mí, Tengo mucho que aprender de ti, La chica de humo, No he podido verte, Solo, Bella señora o La última luna.
Con una trayectoria de cuarenta años y ventas que superan los treinta y cinco millones de discos, su producción musical hasta este momento incluye diecisiete discos, así como dieciocho álbumes, los mismos que le han merecido discos de oro, platino e incluso de diamante.[cita requerida] Ha actuado al lado de figuras como Rocío Dúrcal, Plácido Domingo, Juan Gabriel, Mireille Mathieu, Joe Cocker, José José, Lionel Richie, Camilo Sesto, Juan Luis Guerra y Alfredo Taucher. Además, fue pionero en la conquista del mercado musical estadounidense con discos interpretados en español, actuando en los foros y escenarios más importantes y lujosos como el Teatro Griego, Los Ángeles, Chicago, Gran Salón del Hotel MGM, Wynn Las Vegas, Coliseo del Caesars Palace, el James L. Knight Center de Miami, incluyendo el Radio City Music Hall de Nueva York. Además, fue el primer artista latinoamericano en grabar un verdadero videoclip en los principios de la década de los ochenta.

## Biografía

### Primeros años
Jesús Emmanuel Arturo Acha Martínez nació el 16 de abril de 1955 en Ciudad de México,  hijo de la artista de copla Conchita Martínez y del matador de toros argentino Raúl ‘Rovira’ Acha, celebridades que se conocieron en México D.F.. Conocido artísticamente como Emmanuel, vivió en Chosica (Perú) hasta los 15 años. Comenzó una carrera como novillero bajo el nombre de Jesús Acha "El Bola", y llegó a alternar en ruedos de México, España y Perú, debutando en Lima el 30 de agosto de 1970, pero una cornada le haría cambiar la muleta y el capote por el micrófono, pues poco a poco comenzó a interesarse por la faceta de la composición musical.

### 1976-1979: primeros álbumes
Comenzó su carrera componiendo sus propias canciones. Tras ganar en 1976 el concurso de la canción patrocinado por El Heraldo de México, en el que fue apadrinado por Pedro Vargas, publicó 10 Razones Para Cantar con el sello RCA. En 1977 grabó el álbum Amor sin final con el cual logra internacionalizarse, al cual siguió en 1979 Al final. Ese año participó en la polémica preselección de temas para la OTI, donde su tema, aunque era favorito, no resultó elegido. Algunos de los sencillos de Al final fueron muy populares gracias al auge de la balada romántica en español, entre ellos la propia Al Final del autor Roberto Cantoral y La mañana se derrama entre los dos de los autores Herrero y Armenteros.

### 1980-1987: éxito internacional.Íntimamente
En 1980 grabó en estudios Sonoland de Madrid su cuarto álbum Íntimamente, que sería el más exitoso de su carrera. Fue producido por José Antonio Álvarez Alija y compuesto por el maestro español Manuel Alejandro, quien ya había compuesto álbumes de éxito para José Luis Rodríguez y otros artistas. El álbum que resulta ser una colección de éxitos y el más vendido de toda su carrera artística conseguirá vender millones de copias,[cita requerida] En este álbum se encuentran algunas de las canciones más populares de su repertorio como Insoportablemente bella, Quiero dormir cansado, Todo se derrumbó dentro de mí, entre otras. Incluía además versiones o reediciones de temas de Manuel Alejandro para otros artistas como el nicaragüense Hernaldo Zúñiga y el venezolano Rudy Márquez. El éxito cosechado en Brasil le llevó a grabar versiones de sus temas en portugués. En 1982 publicó Tu y Yo en el que, además de intérprete, fue productor y autor junto a Manuel Alejandro y el arreglista argentino Tino Géiser. En 1983 grabó en Italia el álbum En la soledad con algunos temas compuestos junto al autor Lucio Dalla.
En 1984 grabó el álbum Emmanuel, su segundo disco grabado en Madrid en Estudios Torres Sonido, producido y compuesto por Manuel Alejandro. Realizó entonces su primera gira de conciertos en España. En 1986 protagonizó la versión del anuncio de Pepsi para el mercado latino de We got the taste con Tina Turner. El año 1986 firma con el nuevo sello RCA/Ariola España y graba su tercer disco de pop español Desnudo, esta vez dirigido por Juan Carlos Calderón. El lanzamiento del disco fue precedido por el éxito del sencillo Toda la vida, original de Lucio Dalla, que fue varias semanas número uno en la Hot Latin Songs de Billboard.  Este año también actuó durante dos semanas junto a David Copperfield en el Caesar's Palace de Las Vegas y fue considerado por Billboard como "el cantante de baladas latino de la generación MTV". Para lograr su éxito en el inmenso mercado de los Estados Unidos se apoyó en al sello RCA, la agencia Rogers & Cowan  y en su padre, Raúl Acha. Memorables resultarían sus conciertos de 1987 en El Zócalo o en Plaza México.

### 1988-2000: Emmanuel en laBillboardestadounidense
En 1988 publicó Entre Lunas, para el que compuso temas junto al autor italiano Mauro Malavasi, descubridor de Lucio Dalla. De este disco se extrajo La última luna, cuyo videoclip fue candidato al premio MTV en 1989 en la categoría del premio al video por elección del público internacional   que ganó Chayanne. El videoclip de Bella Señora también fue candidato a este premio en la edición los premios MTV de 1991. Siguieron los discos Quisiera (1989), con el sencillo La chica de humo cuyo video fue tremendamente popular y se emitió con una alta frecuencia en los canales de MTV de Latinoamérica, y fue número uno en los Billboard hot latin tracks.  Además, en 1990 publicó Vida, producido también por a Malavasi. Durante la década del noventa lanzaría nuevos discos de temática romántica, como: Ese soy yo (1992), Esta aventura (1994), Amor total (1996) en España con Manuel Alejandro, y Sentirme vivo (1999), producido por el italiano Emanuele Ruffinengo. En 1997 es galardonado con el premio Billboard Spirit of Hope Award por su actividad filantrópica.

### 2000-presente: nuevos trabajos
En 2011 recibió el premio Billboard Latin Music Lifetime Achievement Award. A finales de 2014 da a conocer el sencillo Ella que fue compuesto por Paty Cantú y Ángela Dávalos y que se colocó en las listas de popularidad como el Top Latin Songs - Pop México de Monitor Latino. En 2017 realizó una gira en México llamada Twor Amigos con el cantante Manuel Mijares, la cual tuvo una duración de más de tres años. En 2021 es galardonado con el premio Premio Grammy Latino a la Excelencia Musical.

## Vida privada
Hijo de la artista Conchita Martínez y el torero Raúl ‘Rovira’ Acha. Contrajo matrimonio en 1983 con Mercedes Alemán, con quien tiene tres hijos, Giovanna, el también cantante Alexander Acha y Martinique. Sigue la dieta vegetariana.

## Discografía

### Álbumes de estudio
| Título                                                                                            | Detalles                                                                  | Posiciones máximas en listas | Posiciones máximas en listas | Ventas                           | Certificaciones |
| Título                                                                                            | Detalles                                                                  | EUA Latin Pop                | EUA Top Latin                | Ventas                           | Certificaciones |
| ------------------------------------------------------------------------------------------------- | ------------------------------------------------------------------------- | ---------------------------- | ---------------------------- | -------------------------------- | --------------- |
| 10 razones para cantar                                                                            | - Lanzamiento: 1976 - Discográfica: RCA - Formato: LP                     | —                            | —                            |                                  |                 |
| Amor sin final                                                                                    | - Lanzamiento: 1977 - Discográfica: RCA - Formato: LP                     | —                            | —                            |                                  |                 |
| Al final                                                                                          | - Lanzamiento: 1979 - Discográfica: RCA - Formato: Casete                 | —                            | —                            |                                  |                 |
| Íntimamente                                                                                       | - Lanzamiento: 1980 - Discográfica: RCA - Formato: CD, casete             | —                            | —                            | - MEX: 5 000 000 - WW: 7 000 000 | IFPI: Platino   |
| Tú y yo                                                                                           | - Lanzamiento: 1982 - Discográfica: RCA - Formato: CD, LP                 | —                            | —                            | - MEX: 1 000 000                 |                 |
| En la soledad                                                                                     | - Lanzamiento: 1983 - Discográfica: RCA - Formato: CD, LP, casete         | —                            | —                            | - WW: 1 000 000                  |                 |
| Emmanuel                                                                                          | - Lanzamiento: 1984 - Discográfica: RCA - Formato: CD, LP, casete         | 2                            | —                            |                                  |                 |
| Desnudo                                                                                           | - Lanzamiento: 1986 - Discográfica: RCA - Formato: CD, LP, casete         | —                            | —                            |                                  |                 |
| Entre lunas                                                                                       | - Lanzamiento: 1988 - Discográfica: RCA - Formato: CD, LP, casete         | 1                            | —                            |                                  |                 |
| Quisiera                                                                                          | - Lanzamiento: 1989 - Discográfica: CBS - Formato: CD, LP, casete         | 9                            | —                            |                                  |                 |
| Vida                                                                                              | - Lanzamiento: 1990 - Discográfica: Columbia - Formato: CD, casete        | 3                            | —                            |                                  |                 |
| Ese soy yo                                                                                        | - Lanzamiento: 1992 - Discográfica: CBS - Formato: CD                     | 21                           | —                            |                                  |                 |
| Esta aventura                                                                                     | - Lanzamiento: 1994 - Discográfica: Columbia - Formato: CD                | —                            | —                            |                                  |                 |
| Amor total                                                                                        | - Lanzamiento: 1996 - Discográfica: Poligram - Formato: CD, casete        | 15                           | 29                           |                                  |                 |
| Sentirme vivo                                                                                     | - Lanzamiento: 1999 - Discográfica: Universal - Formato: CD, casete       | —                            | —                            |                                  | AMPROFON: Oro   |
| Emmanuel presenta                                                                                 | - Lanzamiento: 2003 - Discográfica: Universal - Formato: CD, digital      | —                            | —                            |                                  |                 |
| Inédito                                                                                           | - Lanzamiento: 2015 - Discográfica: Universal - Formato: CD, digital      | 9                            | 19                           |                                  | AMPROFON: Oro   |
| Emmanuel Navidad                                                                                  | - Lanzamiento: 2018 - Discográfica: Taco & Alternativa - Formato: digital | —                            | —                            |                                  |                 |
| "—" denota lanzamientos que no entraron en las listas o que no fueron lanzados en ese territorio. |                                                                           |                              |                              |                                  |                 |

### Álbumes en vivo
| Título                                                                                            | Detalles                                                                  | Posiciones máximas en listas | Posiciones máximas en listas | Posiciones máximas en listas | Certificaciones            |
| Título                                                                                            | Detalles                                                                  | EUALatinPop                  | EUATopLatin                  | MEX                          | Certificaciones            |
| ------------------------------------------------------------------------------------------------- | ------------------------------------------------------------------------- | ---------------------------- | ---------------------------- | ---------------------------- | -------------------------- |
| En gira                                                                                           | - Lanzamiento: 1993                                                       | —                            | —                            | —                            |                            |
| Retro (en vivo)                                                                                   | - Lanzamiento: 2007 - Discográfica: Universal - Formato: CD, DVD, digital | —                            | —                            | 2                            | AMPROFON: x2 Platino & Oro |
| Acústico en vivo                                                                                  | - Lanzamiento: 2011 - Discográfica: Universal - Formato: CD, DVD, digital | 11                           | 32                           | 2                            | AMPROFON: x4 Platino       |
| MTV Unplugged: Con el alma desnuda                                                                | - Lanzamiento: 2017 - Discográfica: Universal - Formato: CD, DVD, digital | —                            | —                            | 1                            | AMPROFON: Oro              |
| "—" denota lanzamientos que no entraron en las listas o que no fueron lanzados en ese territorio. |                                                                           |                              |                              |                              |                            |

### Álbumes de remixes
- 1991 Megamix
- 2008 Emmanuel Retro Mix

### Álbumes recopilatorios
- 1990 Diez años cantandole al amor
- 1996 Grandes Éxitos
- 2006 30 Aniversario
- 2009 Lo esencial de Emmanuel

### Sencillos
| Año                                                                                               | Título                        | Posición máxima en listas | Posición máxima en listas | Posición máxima en listas | Posición máxima en listas | Álbum          |
| Año                                                                                               | Título                        | US Latin                  | US Latin Pop              | US Tropical               | MEX                       | Álbum          |
| ------------------------------------------------------------------------------------------------- | ----------------------------- | ------------------------- | ------------------------- | ------------------------- | ------------------------- | -------------- |
| 1977                                                                                              | Amor sin final                | —                         | —                         | —                         | —                         | Amor sin final |
| 1979                                                                                              | Al final                      | —                         | —                         | —                         | 7                         | Al final       |
| 1980                                                                                              | Todo se derrumbó dentro de mi | —                         | —                         | —                         | 1                         | Íntimamente    |
| 1980                                                                                              | Quiero dormir cansado         | —                         | —                         | —                         | 1                         | Íntimamente    |
| 1983                                                                                              | Si ese tiempo pudiera volver  | —                         | —                         | —                         | 6                         | En la soledad  |
| 1983                                                                                              | Tengo                         | —                         | —                         | —                         | 5                         | En la soledad  |
| 1985                                                                                              | Pobre diablo                  | —                         | —                         | —                         | 4                         | Emmanuel       |
| 1985                                                                                              | Detenedla ya                  | —                         | —                         | —                         | 8                         | Emmanuel       |
| 1986                                                                                              | Toda la vida                  | 1                         | —                         | —                         | 1                         | Desnudo        |
| 1987                                                                                              | Solo                          | 8                         | —                         | —                         | —                         | Desnudo        |
| 1987                                                                                              | No te quites la ropa          | 6                         | —                         | —                         | —                         | Desnudo        |
| 1988                                                                                              | Es mi mujer                   | 1                         | —                         | —                         | —                         | Desnudo        |
| 1988                                                                                              | La última luna                | 2                         | —                         | —                         | 6                         | Entre lunas    |
| 1988                                                                                              | ¿Que será?                    | 3                         | —                         | —                         | 15                        | Entre lunas    |
| "—" denota lanzamientos que no entraron en las listas o que no fueron lanzados en ese territorio. |                               |                           |                           |                           |                           |                |

#### Otras canciones en listas
| Año                                                                                               | Título                | Posición máxima en listas | Álbum            |
| Año                                                                                               | Título                | MEX                       | Álbum            |
| ------------------------------------------------------------------------------------------------- | --------------------- | ------------------------- | ---------------- |
| 2011                                                                                              | El Rey Azul (En vivo) | 33                        | Acústico en vivo |
| "—" denota lanzamientos que no entraron en las listas o que no fueron lanzados en ese territorio. |                       |                           |                  |